# Laudes (Christophe Looten)
 (mai 2025).
Motif : Pas de source identifiée pour respecter les CAA
- Archive Wikiwix
- Bing
- Cairn
- DuckDuckGo
- E. Universalis
- Gallica
- Google
- G. Books
- G. News
- G. Scholar
- Persée
- Qwant
- (zh) Baidu
- (ru) Yandex
- (wd) trouver des œuvres sur Wikidata

| 1. | Préciser le motif de la pose du bandeau. | Précisez le motif de la pose du bandeau en utilisant la syntaxe suivante : {{admissibilité à vérifier\|date=mai 2025\|motif=remplacez ce texte par le motif}}                                   |
| 2. | Informer les utilisateurs concernés.     | Pensez à avertir le créateur de l'article, par exemple, en insérant le code ci-dessous sur sa page de discussion : {{subst:avertissement admissibilité à vérifier\|Laudes (Christophe Looten)}} |

Laudes est le sixième quatuor à cordes de Christophe Looten, opus 76.

## Structure
L'œuvre, d'une durée d'environ 15 minutes, est constituée des 2 mouvements introduits, séparés et conclus par quelques mesures de musique appelées Signum crucis (signe de croix).
Ces trois brefs épisodes sont fondés sur la mélodie du Vexilla regis :
- Signum crucis - In nomine patris et filii et spiritus sancti
  - I Ruhig
- Signum crucis - Au nom du Père et du Fils et du Saint-Esprit
  - II Hastig
- Signum crucis - Im Namen des Vaters, des Sohnes und des Heiligen Geistes

Les deux mouvements sont fondés sur la séquence de Pâques: Victimæ paschali laudes, d'où le titre de ce quatuor.
Le VIe Quatuor à cordes de Looten a été créé à Genève, Paris et Munich en mai 2011 par le Quatuor Vocce.